# N-Methyl-N-nitroso-1-nonanamin
N-Methyl-N-nitroso-1-nonanamin ist eine organische Verbindung aus der Gruppe der Nitrosamine.

## Herstellung
Die Herstellung von N-Methyl-N-nitroso-1-nonanamin ist ausgehend von Nonanoylchlorid möglich, dieses wird mit Methylamin zu N-Methylnonanoylamid umgesetzt, mit Lithiumaluminiumhydrid zu N-Methylnonylamin reduziert und dann mit Natriumnitrit nitrosiert.

## Eigenschaften
In einer Studie an Ratten starben alle Versuchstiere nach chronischer Einnahme von N-Methyl-N-nitroso-1-nonanamin innerhalb eines Jahres an Krebs, wobei Leber- und Lungenkrebs auftrat.

## Regulierung
Über den Safe Drinking Water and Toxic Enforcement Act of 1986 besteht in Kalifornien seit dem 26. Dezember 2014 eine Kennzeichnungspflicht für Produkte, die N-Methyl-N-nitroso-1-nonanamin enthalten.

## Externe Links zu erwähnten Verbindungen
1. ↑  Externe Identifikatoren von bzw. Datenbank-Links zu N-Methylnonylamin:  CAS-Nr.: 39093-27-1, PubChem: 4626079, ChemSpider: 3816707, Wikidata: Q82209398.